# Joost Swarte
Joost Swarte, né le 24 décembre 1947 à Heemstede, est un illustrateur et auteur de bande dessinée néerlandais.

## Biographie
Issu de la bande dessinée underground néerlandaise, Joost Swarte est devenu dans les années 1980 un illustrateur recherché en Europe et aux États-Unis dont les créations se déploient sur de multiples supports : couvertures, cartes postales, portfolios, timbres, affiches (dont lithographies), pochettes de disques, architecture, etc.
Il est notamment connu pour avoir forgé en 1977 l'expression « ligne claire » pour qualifier le style hergéen marqué par l'épure et la lisibilité et qui a, par la suite, désigné les nombreux auteurs qui s'en sont inspirés, dont Swarte lui-même ou son confrère belge Ever Meulen.
En 1991, Joost Swarte a commencé à travailler avec Fay Lovsky (chanteuse et compositrice) pour leur album Jopo in Mono, basé sur son personnage de dessin animé « Jopo de Pojo ». Il s'est principalement concentré sur la conception du coffret du CD et les illustrations des paroles du livret joint, mais il a également participé à la composition de la chanson Appellation contrôlée et a fait des contributions vocales à Yawn Blues et Pass Messa.
Son travail a été traduit en anglais, français, espagnol, italien et allemand. 

## Publications

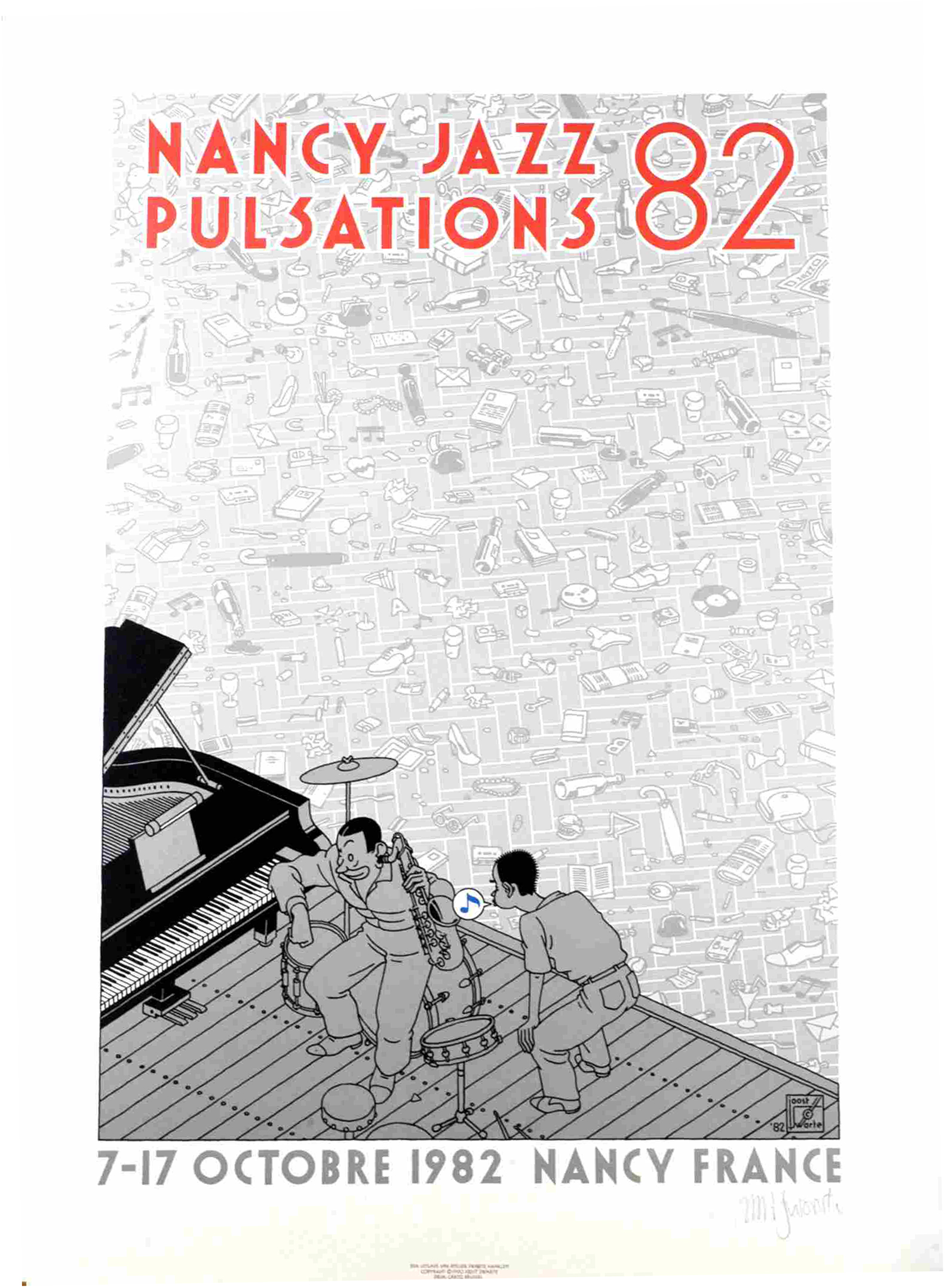
Affiche pour le festival Nancy Jazz Pulsations (1982).

- 1980 : L'art moderne, Les Humanoïdes Associés.
- 1980 : Swarte, Futuropolis (collection 30/40).
- 1981 : Enfin !, Futuropolis.
- 1982 : Le Tour du monde de Ric et Claire, Futuropolis.
- 1984 : Swarte, hors-série, Futuropolis.
- 1985 : Passi, messa T.1, Futuropolis.
- 1985 : Passi, messa T.2, Futuropolis.
- 1986 : Passi, messa T.3, Futuropolis.
- 1986 : Dr. Ben Ciné & D. T.1, Collection X, Futuropolis.
- 1987 : Dr. Ben Ciné & D. T.2, Collection X, Futuropolis.
- 1988 : Plano, Futuropolis.
- 1989 : Passi, messa T.4, Futuropolis.
- 1994 : Les Villes illustrées, collectif, Barcelone, Destino.
- 1995 : Coton et Piston T.1, Un journal phénoménal, Casterman.
- 1996 : Coton et Piston T.2, Un porte-monnaie plein de problèmes, Casterman.
- 1997 : Coton et Piston, T.3, Une voiture sur mesure, Casterman.
- 2010 : Leporello, catalogue de l’exposition Joost Swarte — 40 ans de dessin, Glénat.
- 2012 : Total Swarte, Denoël Graphic.
- 2018 : New York Book, Dargaud.

## Récompenses
- 1981 : Prix Saint-Michel du meilleur artiste étranger, décerné à Bruxelles (Belgique).
- 1998 : Prix Stripschap décerné par la société néerlandaise des amateurs de bande dessinée pour l'ensemble de son œuvre (Pays-Bas).
- 2008 : Communication Arts Award of Excellence (États-Unis)[réf. nécessaire].
- 2013 : Prix Marten Toonder pour l'ensemble de son œuvre (Pays-Bas).
- 2018 : Vlag en Wimpel (Livres néerlandais pour enfants) pour En toen De Stijl.
- 2022 : prix Grand Boum de la Ville de Blois.